# Kanton Luzern
Kanton Luzern (nemško Kanton Luzern, francosko  canton de Lucerne) je eden od kantonov Švice. Nahaja se v središču Švice. Prebivalstvo kantona (na dan 31. decembra 2022) je 424 851, od tega 84 269 tujcev ali približno 19,8 % celotnega prebivalstva. Glavno mesto kantona je Luzern.

## Zgodovina
Kanton Luzern obsega ozemlja, ki jih je prestolnica Luzern pridobila s pogodbo, oboroženo okupacijo ali nakupom. Prva pridobljena mesta so bila Weggis (leta 1380), Rothenburg, Kriens, Horw, Sempach in Hochdorf (vsi leta 1394), Wolhusen in Entlebuch (1405), tako imenovana regija Habsburgov na severovzhodu mesta Luzern (1406), Willisau (1407), Sursee in Beromünster (1415), Malters (1477) in Littau (1481), ko so bila leta 1803 zamenjana za Hitzkirch, Merenschwand (v posesti od 1397).

### Predzgodovina
Najstarejše sledi ljudi na območju Luzerna so kamniti predmeti in kosti jamskih medvedov, najdene v jami Steigelfadbalm na gori Rigi iz srednjega paleolitika ali približno 30.000 pred sedanjostjo. V kantonu so našli tudi druge živalske kosti, vključno z mamutom, severnimi jeleni in velikanskimi jeleni iz obdobja lokalnega ledeniškega maksimuma. Okoli 17.000 pr. n. št. so ledeniki izginili s  planote Mittelland in od takrat je verjetno ponovna kolonizacija.
Prvo paleolitsko in mezolitsko naselje, odkrito v kantonu, je v Wauwilermoosu, ki je danes švicarska dediščina državnega pomena. Od takrat so bila najdena številna druga naselja, predvsem na peščenih, suhih vzpetinah v neposredni bližini vode. Naselja Egolzwil 3 v Wauwilermoosu v Egolzwilu, Seematte pri Hitzkirchu in polotok v Surseeju so del prazgodovinskih kolišč okoli Alp, ki so na Unescovem seznamu svetovne dediščine.
Hiše Wauwilermoos so imele lesena tla ali iz lubja in glinena ognjišča. V vaseh so bile keramične posode in orodje iz lesa, kosti, rogovja, kamna in kremena ter tekstil. Bakrene sekire in noži so prvi dokaz o uporabi kovine v Švici. Uvoženi mehkužci kažejo, da so obstajale trgovske povezave s Sredozemljem. Kosti na naslovu Egolzwil 3 so več kot dve tretjini domačih živali, preostanek pa divje živali. Glavne udomačene živali so bile ovce, koze in prašiči z le nekaj domačega goveda. Med lovnimi živalmi so bili jeleni, srnjad, divje svinje in losi.
V bronasti dobi je bil kanton precej urejen. Na obalah jezera Sempach in jezera Baldegg je bilo več naselij, skupaj z naselji na gričih, grobovi in razpršenimi predmeti po vsem območju. V Hochdorf-Baldeggu je bila odkrita ograjena vas iz zgodnje bronaste dobe (2200–1500 pr. n. št.). Vse enonadstropne hiše so imele glinena ali kamnita ognjišča. V srednji bronasti dobi (1550–1350 pr. n. št.) večina vasi ni bila neposredno ob obali jezera. Naselje pozne bronaste dobe v kraju Sursee-Zellmoos na jezeru Sempach je vsebovalo hiše, razporejene v vrste z obloženim kamnom. Stene so bile iz lesa obložene z glino. Drugo naselje pozne bronaste dobe v bližini vasi Schötz je bilo med 1350 in 800 pr. n. št. gosto poseljeno.
Čeprav so bili najdeni številni posamezni predmeti iz železne dobe, skoraj ni bilo odkritih naselij. Iz halštatskega obdobja (800–480 pr. n. št.) so bili odkriti predvsem grobovi. O latenskem obdobju (480–30 pr. n. št.) v Luzernu je zelo malo znanega. Najdeno je nekaj železnega orodja, zlatih kovancev, keramičnih posod in steklenega okraskov ter pokopališče z vsaj štirimi grobovi.
V rimski dobi je bil kanton spet močno poseljen. Številne kmetije so bile zgrajene v dolinah sever-jug (doline Wigger, Suhre, Wyna in See). V 1. stoletju našega štetja so kmetije dajale hrano taborišču legije v Vindonissi in večjim naseljem na planoti Mittelland.
Proti koncu 1. stoletja je bil v Surseeju vicus (vas, naselje). Ostanki hiš kažejo, da je bilo v mestu več majhnih trgovin in proizvodnih zgradb. Zahodni breg Suhre je bil utrjen s kamnitim nasipom in je morda služil kot privez ladje ali splave. Uvoz iz različnih regij rimskega cesarstva (južna Španija, južna Italija, Lipari, južna in vzhodna Galija ter germanska območja) dokazuje obsežne trgovinske odnose. Sursee je bil verjetno tovorno vozlišče za trgovino s celotno alpsko regijo.

### Zgodnji srednji vek
Po propadu Rimskega cesarstva so kanton Luzern naselili Alemani, ki so se običajno naselili stran od rimskih naselij. Nekatere izjeme vključujejo rimsko gradišče v Büronu in rimsko mesto Sursee. V Aeschu so našli alemansko grobno polje z 61 grobovi z lesenimi krstami izpred 7. stoletja. V ženskih grobovih so bile ogrlice s steklenimi in jantarnimi kroglicami, v moških pa meči. V grobovih obeh spolov so našli zaponke pasov in majhne železne nože. Nekaj izdelkov iz južne alpske regije, južne Nemčije in Burgundije kaže, da se je trgovina nadaljevala.
V cerkvi Altishofna so našli dva zgodnjesrednjeveška kamnita grobna oboka, ki sta bila uporabljena za več pokopov. V zakladnici opatije Beromünster je okrašen relikviarij iz pozlačenih bakrenih plošč iz 7. stoletja, ki je verjetno prišel iz severne Italije.

### Ustanovitev mesta Luzern
Luzern je nastal okrog benediktinskega samostana, ki ga je okoli 750 na desnem bregu reke Reuss ustanovila opatija Murbach iz Alzacije. Prvič se omenja v listini iz leta 840 pod imenom Luciaria, ki verjetno izhaja od zavetnika samostana, sv. Leodegarja. Ime Lucerrun se prvič omenja leta 1252. V nekem trenutku je okoli samostana zrasla majhna vas. Prvi znaki občinskega statuta se pojavijo leta 1252.
Z naraščajočo močjo Habsburžanov na tem območju so vezi, ki so Luzern vezale na Murbach, oslabele. Leta 1291 so Habsburžani končno kupili Luzern od Murbacha. Nakup Luzerna s strani Habsburžanov je spodbudil tri gozdne kantone (Uri,  Schwyz in Unterwalden), da so ustanovili večno zavezništvo, dejanje, ki velja za temelj Švice. Leta 1332 je Luzern postal četrti član (Eidgenossen) ali Švicarske konfederacije in prvo mesto, ki se je pridružilo podeželskim gozdnim kantonom.
Bitka pri Sempachu (1386) blizu Sempacha (ki sicer še 8 let ne bi postala del kantona) med Leopoldom III., avstrijskim vojvodom in Staro švicarsko konfederacijo je pregnala Habsburžane iz regije in okrepila Konfederacijo. Ta zmaga je pripeljala tudi do postopnega pridobivanja ozemlja, ki mu je vladalo mesto.
Amstalden, bogati gostilničar Schüpfheim v dolini Entlebuch v kantonu Luzern, je bil vodja načrtovanega upora doline proti mestu Luzern. V načrtu za omejitev moči mesta so uradniki iz sosednjega kantona Obwalden obljubili svojo podporo. Zaroto so odkrili, preden so lahko izvedli načrtovani državni udar. 24. avgusta 1478 je bil Amstalden aretiran, mučen in zaslišan ter novembra 1478 dokončno obglavljen.
Incident je povečal nezaupanje med podeželskimi in mestnimi kantoni v Stari švicarski konfederaciji in je bil eden od razlogov za sklenitev Stanserja Verkommnis (pogodba iz Stansa) leta 1481, pomembne koalicijske pogodbe kantonov Stare švicarske konfederacije.
Med reformacijo je Luzern ostal navezan na rimskokatolištvo, in od takrat je velika trdnjava v Švici. Papeški nuncij je tu bival od leta 1601 do 1873. V 16. stoletju je v zgodnjem novem veku mestna oblast padla v roke aristokratske oligarhije, katere moč, čeprav jo je pretresla švicarska kmečka vojna leta 1653 v Entlebuchu, je trajala do leta 1798. V francosko podprti Helvetski republiki (1798–1803) je bil Luzern sedež centralne vlade. Ko je republika propadla, je bila po Zakonu o mediaciji (1803) eden od šestih direktoratskih kantonov, med obnovo (od 1815 do 1848) pa eden od treh vladajočih kantonov.
Patricijsko vlado je pometla kantonalna ustava iz leta 1831. Toda leta 1841 so konservativci ponovno dobili oblast. Hitro so odpoklicali jezuite, ki so jih prejšnje radikalne vlade pregnale na čelo kantonalnega šolskega sistema. Neredi, ki so sledili, so povzročili vojno v Sonderbundu (1847), v kateri so bili konservativci poraženi, odločilna bitka pa je potekala pri Gisikonu nedaleč od Luzerna.

## Geografija
Kanton Luzern je del osrednje Švice. Ozemlje kantona leži na severnem vznožju švicarskih Alp (Uri Alpe). Najvišja nadmorska višina kantona Luzern je pri Brienzer Rothorn na 2350 m. Na jugu meji na kantona  Obwalden in  Nidwalden, na vzhodu na  Schwyz in  Zug, na severu Aargau in na zahod na kanton Bern. Njegovo ozemlje ustreza predmetnim ozemljem, ki jih je mesto Luzern pridobilo v 14. in 15. stoletju, vključno z: Luzernom ob izlivu reke Reuss iz Vierwaldstadtskega jezera; odsek reke Reuss med Luzernom in Honauom, vzdolž hriba Rooterberg (ki se povezuje z jezerom Zug z ozemljem občine Meierskappel); porečje Kleine Emme (vključno s pritokoma Entle in Rümlig); pritoki reke Aare med Napfom in Lindenbergom, vključno (zahod proti vzhodu) Wigger, Suhre (jezero Sempach), Wyna, Aabach (jezero Hallwil, jezero Baldegg); dve ozemlji, povezani samo z vodo, čez Vierwaldstadtsko jezero: severno pobočje Bürgenstocka (del občine Luzerne) ter občine Greppen, Weggis in Vitznau na zahodnem in jugozahodnem pobočju gore Rigi.
Površina kantona je 1493 km². 817,7 km², približno 55 % celotne površine, se uporablja za kmetijstvo. Dodatnih 449,0 km² (približno 30 %) kantona je gozdnato. Preostali del kantona je bodisi razvit, 125,3 km² (8,4 %), bodisi neproduktiven (jezera, reke ali gore), 101,5 km² (6,8 %).

## Upravne enote
Kanton je razdeljen na šest volilnih okrožij (Wahlkreise): Entlebuch, Hochdorf, Luzern-Land, Luzern-Stadt, Sursee, Willisau.
Pred letom 2007 so se okrožja imenovala Ämter. Do leta 2013 je bilo pet okrožij, ko je bilo okrožje Luzern razdeljeno na Luzern-Land in Luzern-Stadt, slednje ustreza mestu Luzern (vključno z Littau, vključenim v Luzern leta 2010).
V kantonu je 83 občin (od leta 2016).

## Demografija
V Luzernu živi (od decembra 2019) 413.120 prebivalcev. Od leta (podatki 2013) je 18,1 % prebivalev tujih državljanov, od tega 15,5 % iz Evrope, 1,4 % iz Azije, 0,7 % iz Afrike in 0,5 % iz Amerike. V letih 2000–2010 se je število prebivalstva spremenilo po stopnji –0,4 %. Migracije so predstavljale -1,2 %, rojstva in smrti pa 1,3 %.
Večina prebivalstva (od leta 2010) kot prvi jezik govori nemško (91 %), srbsko-hrvaški, italijanski, albanski in angleški pa so drugi najpogostejši jeziki (3 %), sledita pa portugalščina in francoščina s po 2 %. in španščina z 1 %.

## Gospodarstvo
Velik del kantona se uporablja za kmetijstvo. Kmetijstvo je najpomembnejši vir dohodka, vendar je tudi industrija razvita. Najpomembnejši kmetijski proizvodi so sadje in govedoreja. Industrija se osredotoča na tekstil, stroje, papir, les, tobak in metalurško blago.
Turizem je zelo pomemben. Kanton Luzern so vrata do počitniških krajev v bližnjih Alpah, večina tranzitnega prometa med Nemčijo in Italijo pa prečka regijo.
Od leta 2010 je imel Luzern stopnjo brezposelnosti 1,4 %. Od leta 2008 je bilo v primarnem gospodarskem sektorju zaposlenih 1764 ljudi in približno 703 podjetij, vključenih v ta sektor. V sekundarnem sektorju je bilo zaposlenih 5388 ljudi, v tem sektorju pa je bilo 324 podjetij. V terciarnem sektorju je bilo zaposlenih 9431 ljudi, v tem sektorju pa 1113 podjetij.
Od delovno aktivnega prebivalstva je 12,1 % uporabljalo javni prevoz, da bi prišlo na delo, 48,5 % pa osebni avtomobil.